# CA Linense
Der Clube Atlético Linense, auch kurz CAL genannt, ist ein Sportverein aus Lins, im brasilianischen Bundesstaat São Paulo.

## Geschichte
Linense wurde am 12. Juni 1927 unter dem Namen Associação Esportiva e Recreativa Linense nach einem Treffen von Fußballern aus der Stadt Lins gegründet. 1930 reorganisierte sich der Verein und nahm seinen heutigen Namen an. Zu der Zeit begann Linense Freundschafts- und Amateurspiele gegen Mannschaften aus der Region auszutragen. 1943 trat der Klub dem Landesverband Federação Paulista de Futebol (FPF) bei und nahm fortan an Amateurmeisterschaften an. 1947 stellte Linense eine Profimannschaft auf und nahm erstmals an einer Liga der Staatsmeisterschaft von São Paulo teil. 1952 erreichte der Klub das Finale, in welchem es um den Aufstieg in die oberste Spielklasse der Staatsmeisterschaft ging. Die Partie gegen Associação Ferroviária de Esportes fand am 31. Mai 1953 statt. Linense gewann mit 3:0 und konnte den Aufstieg feiern. Den Sieg feierte die Mannschaft auf besondere Weise. Bei der Siegesparade ritten sie auf Elefanten eines Zirkusses. Seitdem ist der Elefant das Maskottchen des Klubs und erhielt den Spitznamen Elefante da Noroeste, Elefant des Nordwestens. In der obersten Liga spielte der Klub einschließlich 1957. Von 1958 bis 1960 nahm der Klub an keinen Wettbewerb der FPF mehr teil.
1961 wurde der Spielbetrieb wieder aufgenommen. Als Rückkehrer startete Linense in der Série A3, der dritten Liga der Staatsmeisterschaft. Ab 1967 trat der Klub wieder in der Série A2 an, hielt sich bis 1976 und pausierte 1977 wieder in der dritten Liga. Das auf und ab ging in den nächsten Jahren weiter. Nach Abschluss der Saison 1993 in der dritten Liga, zog Linense wieder für fünf Jahre gänzlich vom Spielbetrieb zurück. Als man 1998 wieder antrat, fand sich der Klub in der Série A5 wieder. Mit den Jahren arbeitete sich Linense in die zweite Liga der Staatsmeisterschaft zurück. 2010 wurde man in dieser Meister und kehrte das erste Mal seit 1957 wieder in die oberste Spielklasse zurück.
2015 erreichte der Klub das Finale des Staatspokals von São Paulo. In den Finalspielen im November gegen den Ituano FC, musste nach 2:2 im Hinspiel und 0:0 im Rückspiel die Entscheidung im Elfmeterschießen getroffen werden. Dieses konnte Linense mit 4:1 für sich entscheiden. Der Sieg qualifizierte den Klub zur erstmaligen Teilnahme am Copa do Brasil, dem nationalen Pokalwettbewerb sowie der Série D, der vierten nationalen Liga. In dem Copa do Brasil 2016 traf der Klub in der ersten Runde auf den Botafogo FC (PB). Beide Spiele endeten mit 1:1 und der Einzug in die zweite Runde wurde durch Elfmeterschießen entschieden, welches Botafogo mit 5:6 für sich entschied. In der Série D erreichte Linense den 21. Platz bei 68 Teilnehmern.
2018 nahm der Klub ein zweites Mal an der Série D teil und erreichte den achten Platz. In der Staatsmeisterschaft 2018 hatte Linense die Spielklasse nicht halten können. Es folgte ein kleiner Absturz. Nach Austragung der Staatsmeisterschaft 2019 musste der Klub wieder in die dritte Liga absteigen und dort die nächsten zwei Jahre bleiben. Zur Saison 2022 kehrte Linense in die zweite Liga der Staatsmeisterschaft an, in welcher der Klub seitdem antritt.

## Teilnahme an Fußballwettbewerben
| Wettbewerb                   | Teilnahmen                                                               |
| ---------------------------- | ------------------------------------------------------------------------ |
| Série C                      | 2008                                                                     |
| Série D                      | 2016, 2018                                                               |
| Copa do Brasil               | 2016                                                                     |
| Staatsmeisterschaft          | 13× –1953–1957, 2011–2018                                                |
| Staatsmeisterschaft Série A2 | 35× – 1947–1952, 1967–1969, 1971–1976, 1978–1990, 2009–2010, 2019, 2022– |
| Staatsmeisterschaft Série A3 | 14× – 1961–1966, 1977, 1991–1993, 2007–2008, 2020–2021                   |
| Staatsmeisterschaft Série A4 | 5× – 2002–2006                                                           |
| Staatsmeisterschaft Série A5 | 5× – 1998–2001                                                           |
| Staatspokal                  | 9× – 2007–2011, 2013, 2015, 2017, 2019                                   |

## Erfolge
- Staatsmeisterschaft von São Paulo Série A2: 1952, 2010
- Staatspokal von São Paulo: 2015